# America Wood
America Wood là một địa điểm được quan tâm khoa học đặc biệt rộng 21,4 ha trên đảo Wight, được chỉ định vào năm 1986. Truyền thuyết kể rằng cái tên này bắt nguồn từ việc sử dụng cây sồi được trồng ở đây để tận dụng đóng tàu cho Chiến tranh Cách mạng Hoa Kỳ. Tuy nhiên, cái tên Americas Wood xuất hiện trên Bản đồ Andrew của đảo vào năm 1769, sáu năm trước khi cuộc chiến này bùng nổ.

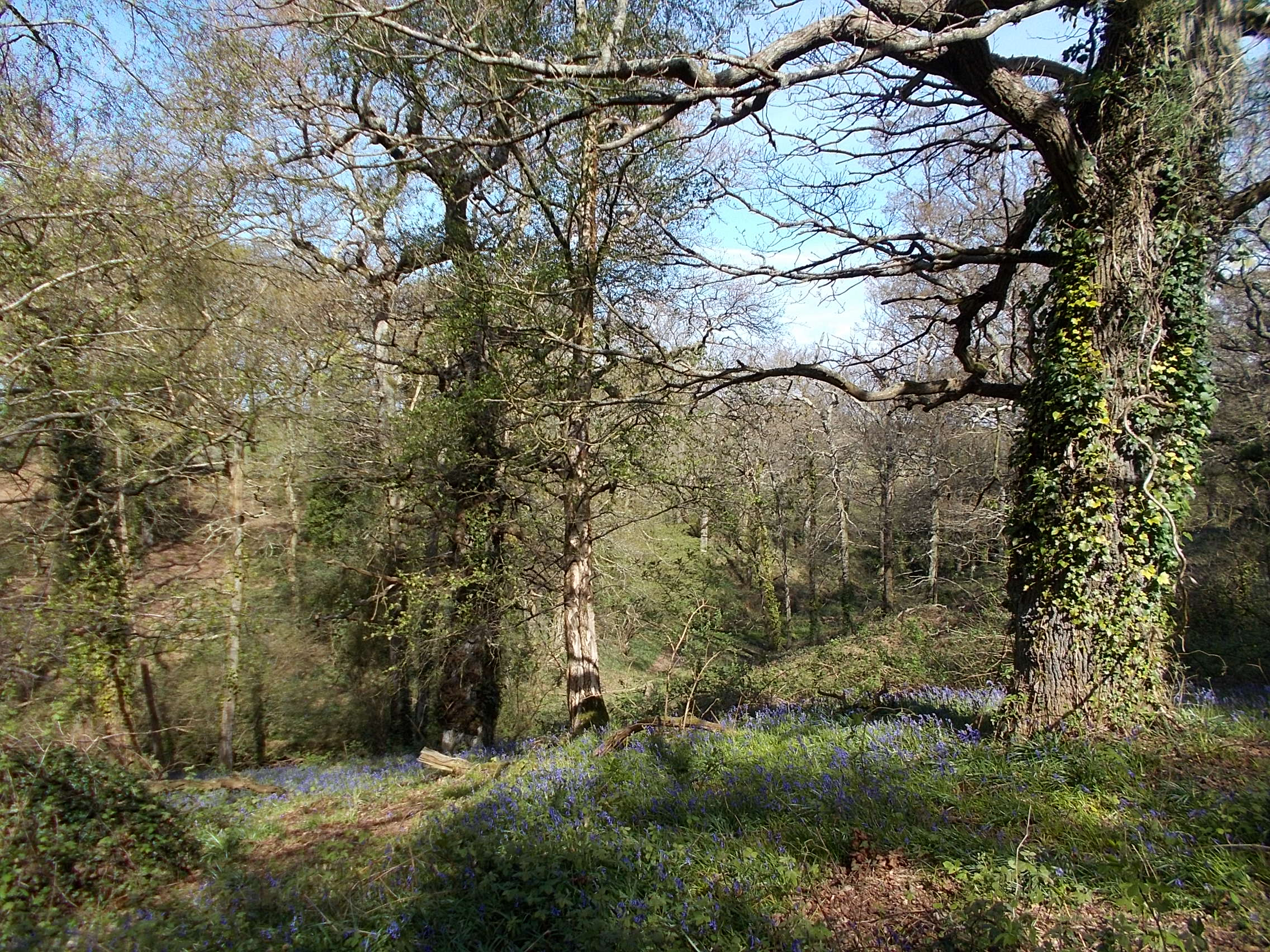
Cây vào đầu xuân